# 女人禁制
女人禁制（にょにんきんせい、にょにんきんぜい）とは、日本において、女性であることを理由に、寺院や霊場等の特定の場所への女性の立ち入りや、お参りや修行、仕事等への参加を禁止する風習、習俗。また、その制度や地域のこと。

## 概要
女性であることを理由に、特定の場所への女性の立ち入りを禁止するもので、特に、聖域（社寺、霊場、祭場など）への女性の立ち入りを禁止する風習がみられる。この意味で隔絶された区域（結界）を女人結界（にょにんけっかい）といい、「女人禁制」と同義で用いられる。
宗教以外での、女性の立ち入りや参加、参入などを禁ずる社会慣習も指し、漁業や狩猟など伝統的に男性が担ってきた仕事や、女性が関わると女神が嫉妬して良くない結果となるとされるトンネル工事などでも女人禁制が布かれてきた。神事に関連する相撲や、歌舞伎などの芸能にも見られる。
月経中の女性を不浄とみなし寺社などに一時的に立ち入りを禁じる風習は、キリスト教、イスラム教、ヒンドゥー教などにも見られるが、常に女性の立ち入りを禁止するものではない。日本仏教の女性差別・女性排除はインド仏教から引き継いでいるとはいえ、女性そのものを穢れとして聖地や寺社から恒常的に排除する女人禁制は日本仏教独自で、日本で作られた独特のものである。

### 由来

#### 神道の血穢による理由
日本で女人禁制が発生した背景として第一に、仏教伝来以前の日本にあった、女性の月経や出産に対する「血の穢れ（血穢）」の観念がある。日本仏教の女性の不浄観は、この血の穢れの観念、神道の穢れ観の影響を受けたと考えられる。しかし、元々神道での扱いは、月経中、出産期間の女性や、こうした「穢れ」に触れた人は一時的に神社参拝や神事に関われないというもので、恒常的なものではなく、日本仏教のような女性性・女性の身体の全面否定ではなかった。
血の穢れは律令の補助法令である『弘仁式』（9世紀前半）で出産に関わる血穢が明文化され、『貞観式』（9世紀後半）で月経に関わる血穢が明文化されており、律令の手本となった古代中国の触穢観等が影響したと考えられている。

#### 仏教の戒律に由来する理由
インドで生まれた仏教には元来、ある場所を結界して、女性の立ち入りを禁止する戒律は存在しない。和僧道元の『正法眼蔵』にも、日本仏教の女人結界を「日本国にひとつのわらひごとあり」と批判している箇所があり、法然や親鸞なども女人結界には批判的であった。
しかし仏教は、世俗を離れ欲望を断つ出家を説き、男性修行者にとって女性（への肉欲）がいかに修行の障りとなるかが強調されており、女性の出家も認められていたが、男性中心性・女性抑圧性があった。出家者の戒律には、性行為の禁止（不淫戒）、自慰行為の禁止（故出精戒）、異性と接触することの禁止（男性の僧侶にとっては触女人戒）、猥褻な言葉を使うことの禁止（麁語戒）、供養として性交を迫ることの禁止（嘆身索供養戒）、異性と二人きりになることを禁止（屏所不定戒）、異性と二人でいる時に関係を疑われる行動することを禁止（露処不定戒）など、性欲を刺激する可能性のある行為に関しては厳しい戒律がある。アジア伝統社会では、女性は「未婚のときは父に従い、結婚した後は夫に従い、夫が死ねば子に従う」という「三従」という3種の忍従が宿命的なものとされ、この社会習慣によって女性は親族男性の保護下・支配下に置かれており、尼僧は親族男性の保護者がいないため、潜在的に「誘惑者」と見られていた。
修験道の修験者は、半僧半俗の修行者であるが、その場合でも、修行中は少なくとも不淫戒を守る必要がある（八斎戒の一つ）。そのため修験道では、男性の修行場から女性を排除したと考えられる。
女人禁制につながる要因として、女性は修行しても仏に成れないため女性は男身を得てから成仏するという女人五障説・変成男子説や、女身は穢れが多くて仏の器ではないという「女身垢穢」「非是法器」（女身非法器説）などの仏教の女性差別的な教えの広まりがある

#### 道教や密教などの神通力信仰
一説には古代日本においては、主に道教や密教の影響で、僧侶に対し加持祈祷による法力、神通力が期待されていたためとする説もある。僧侶が祈祷に必要な法力を維持するためには、持戒の徹底が必要であると考られていた。
性欲を起こすと仙人が神通力を失う話としては、『今昔物語』にある久米仙人の話が有名である。

#### 中世における神仏習合
上記の仏教と神道、道教などの異なるタブー観が、中世に習合し、山岳の寺院、修験道などを中心として、鎌倉時代頃に今の女人禁制、女人結界のベースとなる観念が成立したものと考えられている。
また、唯識論で説かれた「女人地獄使。能断仏種子。外面似菩薩。内心如夜叉」（『華厳経』を出典とする俗説あり）や『法華経』の「又女人身猶有五障」を、その本来の意味や文脈から離れ、「女性は穢れているので成仏できない、救われない」という意味に曲げて解釈し、引用する仏教文献も鎌倉時代頃から増えてくる。（原典にそういう意味はない）
これらをもって、女人禁制は鎌倉仏教の女性観に基づくと説明されることがある。ただし、上記のように法然、道元、日蓮といった鎌倉時代の宗祖達は概ね女人禁制に批判的だった。

### その他に、女人禁制の由来と思われる理由
また修験道の修行地が、険しい山岳地帯であったためとの見方がある。
古代においては山は魑魅魍魎が住む危険な場所と考えられていた。そのため子供を産む女性は安全のため近づかない、近づいてはならない場所であったとする。そのような場所だからこそ、修験者は異性に煩わされない厳しい修行の場として、山岳を選んだのだといわれている。文明が進んで、山道などが整備されると、信心深い女性が逆に修験者を頼って登山してくるようになり、困った修験者たちが結界石を置いてタブーの範囲を決め、その外側に女人堂を置いて祈祷や説法を行なった。
民俗学者の柳田國男は姥捨山とされた岩木山（青森県）の登山口にも姥石という結界石があることに着目。結界を越えた女性が石に化したという伝説を『妹の力』『比丘尼石』のなかで紹介している。結界石や境界石の向こうは他界（他界#山上他界）であり、宗教者は俗世から離れた一種の他界で修行を積むことによって、この世ならぬ力を獲得すると考えられた。
また、石長比売が女神であったことに代表されるように、古来より日本各地において山そのものが女神であり、嫉妬深いと考えられた地域も多い。女人の入山が禁制されたのは女神の嫉妬を避ける為であるとされる。たとえば『遠野物語』に登場する遠野三山伝説では、早池峰山と六角牛山はそれぞれ3人の女神が住んだ山とされ、長らく女人禁制であった。また熊野三山周辺でも、山は女神で嫉妬深いと考えられているほか、上り子といわれる男たちは松明を掲げて山へ上るが、女たちは闇の中で祈りを捧げて男たちが持ち帰った神火を迎える役割があり、そこには祭事における男女の役割分担の違いがあるとされる。
また別の説では巫女やイタコにみられるように「女性には霊がつきやすい」ため、荒修行が女性には困難であるという説明づけもされることがある。
女人禁制の理由については、上記のような様々な由来や学説が唱えられている。各々の場所には各々の由来が伝えられている。またそれらが歴史的な過程で絡み合い変容していく場合もあり、どれか一つをもって一般論を導き出すことは困難と言える。

#### 祭祀における女人禁制
なお、祭りに女人禁制が取り入れられたのは、男尊女卑が広く浸透したとされる江戸時代ないし明治時代以降のことと考えられ、『古事記』には祭りに女性が参加していた記述が見られる。また古代の日本では、女性は神聖な者で神霊が女性に憑依すると広く信じられており、卑弥呼に代表されるように神を祭る資格の多くは、女性にあると考えられていた。
一例として、日本神道の祖形を留る琉球神道の範疇に属する信仰では、沖縄の女性は「神人（かみんちゅ）」、男性は「海人（うみんちゅ）」とされ、おなり神の関係にあるとされる。現代でも女性が祭祀を取り仕切る観念は都市部以外では特に根強く、墓の手当てや風葬のあった時代には洗骨までもが一家の女性の役割であった。
ノロなどの神職が祭祀を行う御嶽（うたき）では、女人禁制とは逆の男子禁制が敷かれており、現在でも御嶽や拝所（うがんじょ）に祈りを捧げたり祭祀を行うのは厳格に男子禁制である。（ただし、単に拝んだり立ち入りまで禁止されている訳ではない）。

## 現代に残る「女人禁制」

### 明治政府
明治5年3月27日（1872年5月4日）、明治政府は、明治五年太政官布告第98号「神社仏閣女人結界ノ場所ヲ廃シ登山参詣随意トス」により、江戸幕府や寺社が仏教の不邪淫戒（五戒の一つ）や儒教の「男女七歳にして席を同じゅうせず」（『礼記』内則）などを根拠として社会の多くの分野で過剰に徹底していた「女人禁制」を、欧米列強に伍していこう（肩を並べよう）としている近代国家には論外の差別（「陋習」）の一つであるとして禁止した。
この結果、「御一新」された「皇国」（明治日本）では、ほとんどの神社仏閣が過剰な「女人禁制」を解除することとなった。関所の廃止とも相俟って、外国人女性を含め女性も日本国内を自由に旅行・観光・参詣できるようになった。

### 大相撲の土俵における「女人禁制」
女性が行う相撲の由来・課題
一部の神事として行われる女相撲、江戸時代から昭和30年代頃まで興行が行われていた女相撲と、現在において近代スポーツとして行われている女子相撲は由来が異なる。アマチュア相撲を国際的に普及し五輪競技とするには女子への普及の実績が必要であることから、日本相撲連盟が1996年に連盟の加盟団体として日本新相撲連盟（後の日本女子相撲連盟）を発足させた。そういった経緯から、アマチュア相撲の大会の土俵に女性が上がることができる。
日本相撲協会の由来・問題
日本相撲協会（大相撲）の由来は、江戸時代からの寺社建立・修繕の費用を集めるための「勧進大相撲」であり、もっぱら女人禁制の神社仏閣の境内で行われていた。そのため、土俵上だけでなく観客席含めて全てが「女人禁制」で興行されていた。その後、明治五年に太政官布告第98号「神社仏閣女人結界ノ場所ヲ廃シ登山参詣随意トス」により神社仏閣の境内への女性の出入りが解禁、女性客が大相撲を観戦することが可能となった。日本相撲協会は現在も観客席を除く土俵の部分だけは「女人禁制」としているが、通常の観客である限りにおいて直接の不利益を被ることが少ないこともあり女性ファンによる反対運動には至っていない。女性差別として問題視される事案の発生も発生していることについては、一部の報道人・政治家・相撲ライターなどが差別禁止の日本国憲法第14条1項を根拠として『伝統』という曖昧な理由で女性を不浄視せず男性と等しく扱うよう求めている。

### 奈良県大峰山の「女人禁制」
大峰山の女人禁制は役小角が草創時に決めた山の根本秩序とされ、大峰山は宗教的慣習により1300年間女人禁制を続けてきたと言われている。明治政府が女人禁制を廃止する布告をしたにもかかわらず、大峰山の山上ヶ岳は、その後も禁制を宗規とし続けた。1936年に「吉野熊野国立公園」の指定を受けた際には、信徒側の決議で女人禁制の解禁の動きが見られたが、寺院側（修験道三本山）が伝統を主張し、地元が栄えるための営利目的と猛反対したこともあり挫折。1997年には寺院側が、大峰山の2000年を機に解禁するとの公式に提案したが、今度は昭和期とは逆に信徒側が伝統を主張して激しく反対し頓挫している。
大峰山は、洞川の龍泉寺、吉野の東南院、喜蔵院、桜本坊、竹林院の5つの護持院が管理しているが、実際に大峰山を管理し女人禁制を存続させる役割を担っているのは、信者、行者、山講である。結界の外にある龍泉寺もまた女人禁制であったが、1960年の大火を契機に女人禁制を廃止し女性に開放している。
第二次世界大戦以降から現代まで、大峰山への女性の入山について活発な議論が続いており、こうした議論が起こる理由は宗教的なもの以外に、戦後の人手不足、登山ブーム、観光業などがある。観光バスガイドに女性が多いことから、結界地域が減らされている。2000年の役行者千三百年御忌年には、三本山である聖護院、醍醐寺、金峰山寺が解放される予定だったが、地元の人々と役講の反対で実現しなかった。2004年の吉野・大峰・熊野三山の世界遺産登録の前後には再び女人禁制廃止に関する議論が高まり、2003年から廃止を求める署名活動が始まっている。

## 批評

### 性差別批判
女人禁制は、「女性をその性ゆえに宗教的な場から締め出し、女性の宗教的資格を剥奪する排除の論理」であり、研究者の岡野治子は女人禁制について「性差別のクライマックス」と評しており、研究者の栗原淑江は「まず要請されるのは、これ（女人禁制）は明らかな性差別であることを認識することである。『場所的二元論』という空間的分離であるために差別の構造が見えにくく、抜け道のゆえに瞹昧にされていた点を明確に把握することが必要であろう。女人禁制は足腰の弱い女性のための心配りの措置であるとの『思いやり』や、登れなかったからこそ仏への思慕の念が強まったとの詭弁にからめとられてはならない。」と述べている。
女人禁制成立当時の正当化の論理（女性は男性修行者の妨げ、女性は仏に成る器ではない（五障）のだから修行の場に近づく必要性がない、女性には血穢（月経）と産穢（出産）があり穢れた存在など）は、もはや現代女性にはほとんどリアリティーを持たないとも指摘されている。
また栗原は、生活の各場面に女人禁制的な考え方が残り、女性は穢れた、二次的な、劣った存在であるという社会通念が多くの人に内面化されていること、大峰山等で未だに女人禁制が堅持されていることを考えると、女人禁制はきわめて現代的な問題であると指摘している。

### ホモソーシャル・ホモフォビア・ミソジニー
仏教における女性差別や女人禁制の問題の研究者の源淳子は、「ホモソーシャル（性的であることを抑圧した男同士の絆）」・「ホモフォビア（同性愛嫌悪）」・「ミソジニー（女性嫌悪）」の三つあてはまるものこそ「女人禁制」であると結論づけている。源は、女人禁制の堅持する男たちは同性愛指向というわけではなく、女性役割を担う女性と日常生活を送っていることが多いが、男性集団の同質性を保つために、女人禁制にはミソジニー（女性嫌悪）だけでなく、ホモフォビア（同性愛嫌悪）もまた不可欠であると述べている。

### 女人禁制のロマン化、観光業への利用
現代では女人禁制をロマン化し、観光業や地域活性化に利用する動きがある。2020年6月に、高野山の女人禁制に対応して生じた寺院群、通称「女人高野」が、「女性とともに今に息づく女人高野 ― 時を超え、時に合わせて見守り続ける癒しの聖地」というスローガンで文化庁の日本遺産に認定された。宗教学・文化人類学者の小林奈央子は、女人禁制は女性の穢れ視や戒律の問題等から生じ、男性中心主義的な宗教思想の中で強化・定着し、堅持されてきたものであり、このようなスローガンは、女性を聖地から排除してきた歴史を肯定するかのような表現で、「女人禁制下、参詣が認められた寺や女人堂で祈りを捧げるしかなかった女性たちの歴史がロマン化され、観光客誘致、地域活性化のために利用されている。」と厳しい批判を行い、こうした歴史を活用しようとすることの是非を問うている。

## 日本の信仰や風習で女人禁制とされている（されていた）場所

### 山岳・霊場
明治五年（1872）以前の日本の霊山ではそのほとんどが草創または開山以来、女人禁制の決まりであるということが自明視されていた。
高野山では女人禁制の禁忌侵犯により、天変が起きたことや白山や立山では禁忌を犯した女性が杉や石になった伝承が残る。
東北地方のマタギでは山の神は女性であるとし、同性に嫉妬し、月経を嫌い「山の幸」を授けなくなるからとして山に入るのは男性に限られていた。

#### 仏教・山岳修験道系
- 富士山（山梨県・静岡県） - 江戸時代後期より解禁。
- 谷川岳（群馬県・新潟県）- 1860年（万延元年）より解禁。
- 立山 （富山県）- 1872年（明治5年）より解禁。
- 白山（石川県・岐阜県） - 上に同じ。
- 比叡山（滋賀県・京都府） - 上に同じ。
- 御嶽山（長野県・岐阜県） -1877年（明治10年）頃より解禁。
- 高野山（和歌山県） - 1904年（明治37年）より解禁[* 3]。
- 出羽三山（山形県） -1997年（平成9年）より解禁。ただし、男女別の修行期間がある。
- 石鎚山（愛媛県） - 現在はお山開きの7月1日のみ女人禁制。
- 大峰山山上ヶ岳（奈良県） - 山体全域が対象で、登山道には大きな看板が立つ。反対運動あり[23]。
- 後山の道仙寺奥の院（岡山県） - 後山中腹にある母御堂から奥の院に至る行者道が女人禁制とされている。登山道は別にあり、後山への登山は女性でも問題ない。
- 蓼科山（長野県） - 山頂に高皇産霊尊が鎮座するが、位の高い天地開闢の神なので、女性登頂が許されなかった[41]。

#### 神道系やその他の山岳信仰系
- 沖ノ島（福岡県宗像市） - 島全体が宗像大社の私有地[42][43]。
- 屋久島（鹿児島県屋久島町） - 宮之浦岳など島中央部の奥山は女人禁制とされていた[44]。

### 神道系の祭
- 田名部まつり（青森県むつ市） - 近年、女性がヤマを曳くことは許されているが、基本的には女人禁制であり、ヤマに乗ることは許されていない。
- 竿燈（秋田市）- 昭和後期から女性も参加するようになったが、竿燈の差し手は男性のみで行う。
- 祇園祭（京都市）の山鉾 - 一部の山鉾には女性の囃子方がいるが、巡行の先頭に立つ長刀鉾などは女人禁制である。
- 博多祇園山笠（福岡県） - ただし、小学生以下の女児は男性同様の扮装（締め込み）で参加を認められる。
- 岸和田だんじり祭（大阪府岸和田市） - 女性がだんじりを曳くことは許されているが、だんじりに乗ることはできない。
- 牛の角突き（新潟県長岡市旧山古志村） - 取組後の牛の引き回しのため、牛持ち(オーナー)である女性の立ち入りが2018年5月4日から解禁[45][46]。

### 特殊技能者のメンバーシップに基づくもの
- 鉱山（山師） - 鉱山や工事中のトンネルでは、労働基準法の女性坑内業務の禁止条項が2006年に改正され、坑内作業に妊産婦や危険有害業務などを除き就労できる事となった[47]。山の神は女性とされ女性が入ると神が怒りトンネルが潰れたり事故が起こるとかつては信じられていたため女人禁制とされていた[48]。
- 酒蔵（杜氏）- 現在は女性杜氏もいる[49]。かつては女性が蔵に入ると神様が機嫌を損ねて酒造りに失敗する、酒が腐るという言い伝えがあり女人禁制とされていた[50]。
- 大相撲（日本相撲協会）の土俵上 - 断髪式や表彰、地方巡業での勧進元挨拶などで土俵外に檀を設けられること[26]、ちびっこ相撲の一時休止など。（参考：「女性は土俵から降りてください」騒動）。相撲の起源は神事であることから女人禁制とされたいるが、かつては女相撲もあったことから相撲が徳川幕府から家職を通じての支配を受けるようになり由緒や故実を整えた寛延二年（1749）以降からの伝統ではないかという見解もある[50]。
- 東北地方のマタギ -山の神は女性であるとし、同性に嫉妬し、月経を嫌い「山の幸」を授けなくなるからとして山に入るのは男性に限られていた[40]。

## 女人禁制とされている（されていた）芸能
- 歌舞伎 - 子役は慣習的に初潮が来る前までの出演が認められている。また現状として、厳密な女人禁制とはなっていない。
- 能楽 - 能楽協会への女性能楽師の加入は1948年に認められた。日本能楽会への加入は2004年に認められた。なお、日本能楽会の構成員は重要無形文化財「能楽」の保持者として認定（総合認定）されている。

## 日本以外の類似したタブーがある（あった）場所
- ムエタイ - 2大聖地と言われるルンピニー・スタジアムとラジャダムナン・スタジアムでは女性はリングに上がることはできなかった。しかしルンピニー・スタジアムでは2021年に、ラジャダムナン・スタジアムでは2022年にそれぞれ初の女子選手による試合が行われた為、女人禁制ではなくなった。
- オックスフォード大学 - かつてオックスフォードは女人禁制で、教授は生涯独身と決められていた。
- フリーメイソンの至聖所 - 会員資格も五体満足で文盲でない成人男子に限定されている。
- チャイティーヨー・パゴダ - ツアースポットとしても有名なゴールデンロックの付近には女人禁制の場所がある。
- アトス山（ギリシャ） - 各正教会の修道院が置かれ、アトス自治修道士共和国としてギリシャ政府から治外法権を認められた国家である。更に欧州連合加盟国の特別領域に指定されている為「性別による差別を禁止する」とするEU法も適用されない。女性は難民や漂流した場合を除き、入国は勿論、岸から500メートル以内に近づくことも許されない。家畜についても、ネコ以外はメスの持ち込みを禁じられている。

## 男子禁制
女人禁制とは反対に、「男性の立ち入りを禁じる」ことを男子禁制（だんしきんせい）と呼ぶ。

### 信仰
宗教、信仰における事例として、沖縄の御嶽に祈りを捧げたり祭祀を行うのは、沖縄古来より女性祭司「ノロ」の専業であり、基本的に男子禁制である（久高島#文化も参照）。
現代においては、祭司の礼拝中を除き、立ち入りまで禁じられてはいない場合も多いが、それも観光向けの措置である（斎場御嶽など）。祭司に管理されている御嶽の核心となる聖域は囲いにより立ち入り禁止、男子禁制である。
沖縄の一般家庭に多い「ヒヌカン」も、一般的には男性が拝むのは禁忌であり、男子禁制である。
このような男子禁制は、そもそも母系制社会では女性が祭祀を司り、また女王として君臨する場合もある（卑弥呼、おなり神、ヒメヒコ制など）事に由来すると言われる。
ただし、沖縄の後継ぎのトートーメー（位牌）継承は原則、男系継承に限られている。